# Gossypium bickii
Gossypium bickii là một loài thực vật có hoa trong họ Cẩm quỳ. Loài này được (F.M.Bailey) Prokh. mô tả khoa học đầu tiên năm 1947.